# Rose Schlösinger
Rose Schlösinger, née le 5 octobre 1907 à Francfort-sur-le-Main et morte le 5 août 1943 à Berlin Plötzensee, est une résistante allemande au nazisme, membre de l'Orchestre rouge. Condamnée à mort pour espionnage, elle est guillotinée.

## Biographie

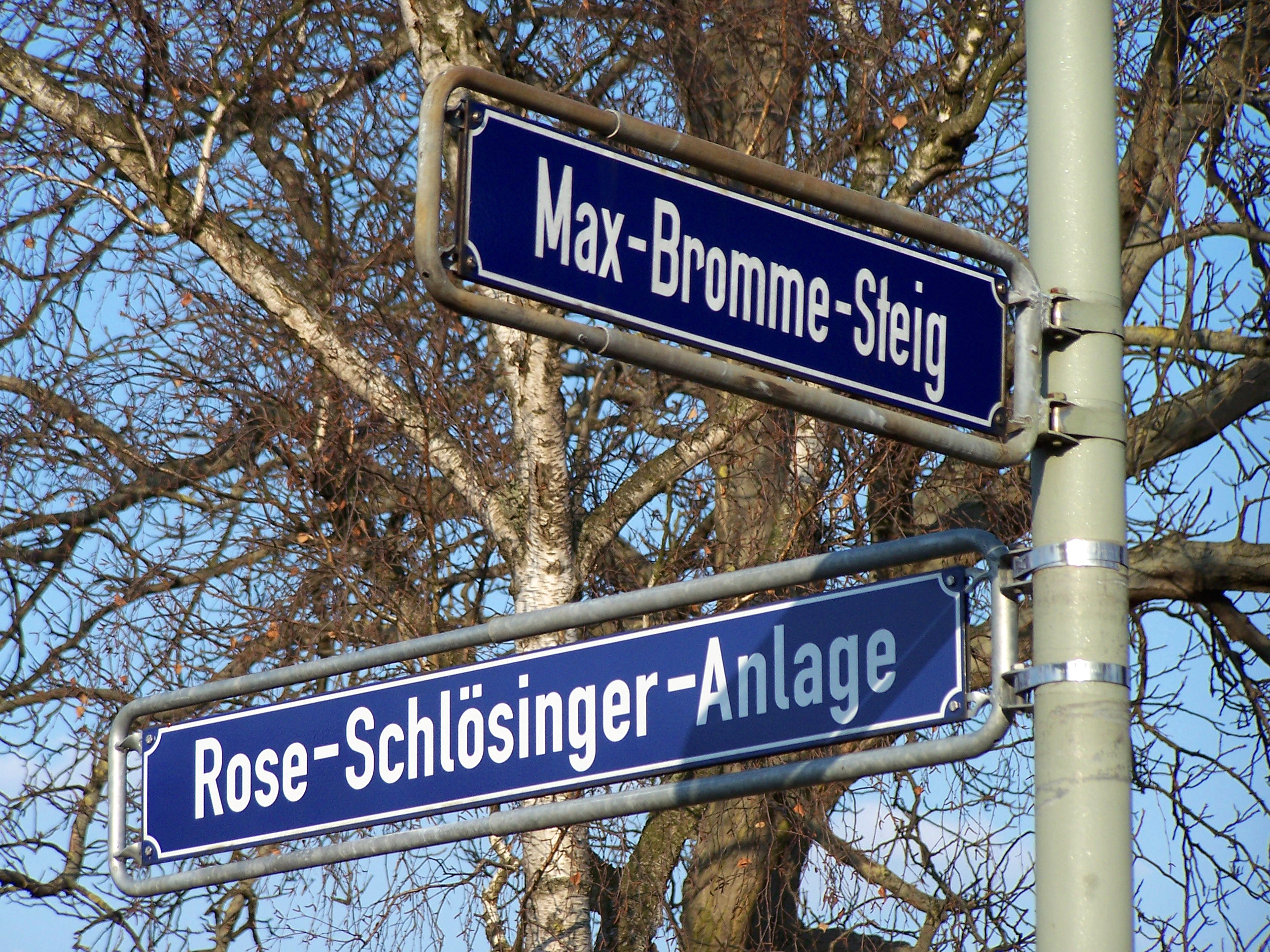
Plaque de rue du parc Bornheimer Hang

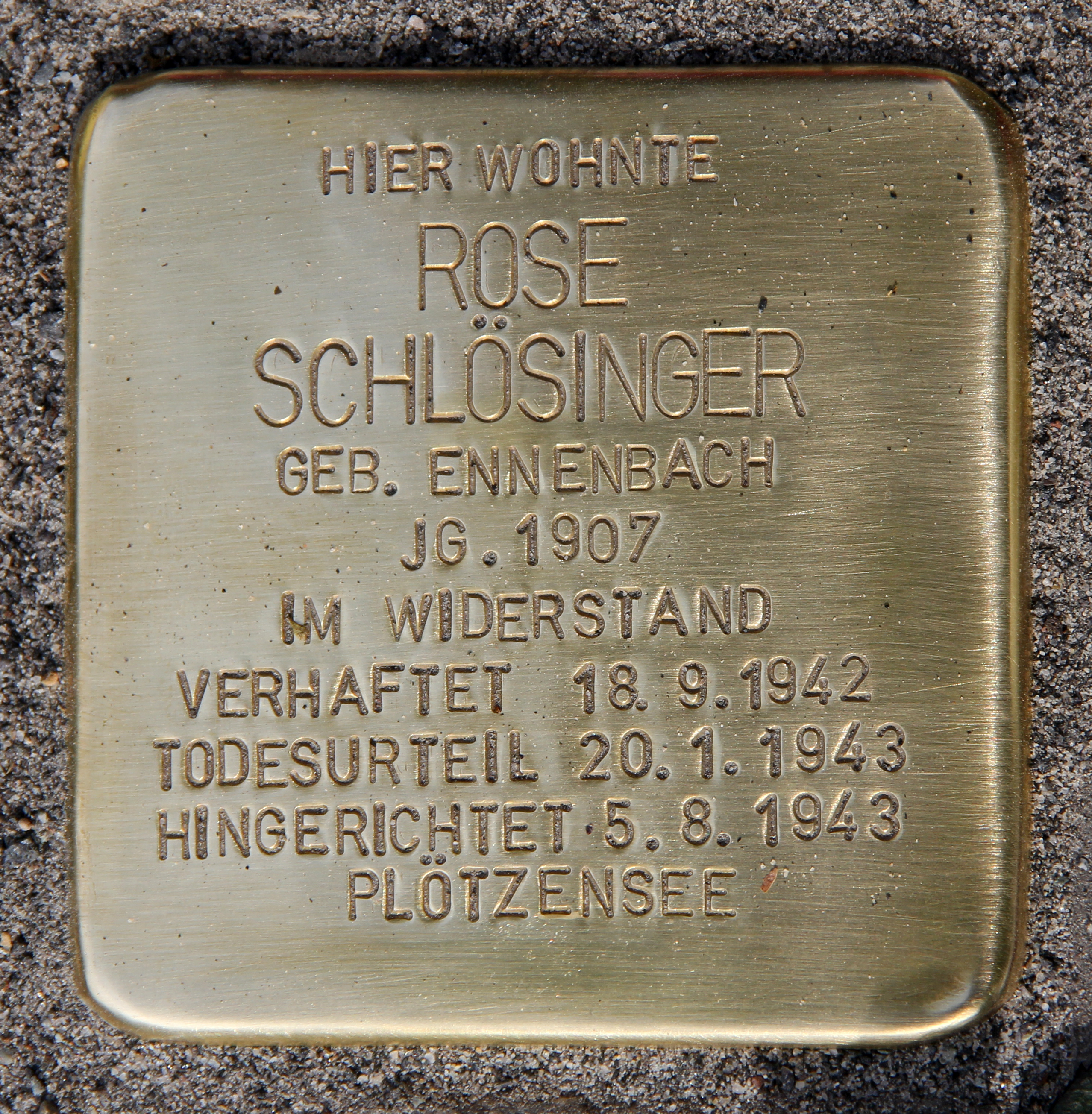
Stolperstein devant la maison, Sebastianstraße 42, à Berlin-Mitte

Rose Ennenbach est née à Francfort-sur-le-Main le 5 octobre 1907. Ses parents sont Peter Ennenbach, outilleur et Sophie Schlösinger, ouvrière. Après le divorce de ses parents en 1914, elle vit avec sa mère et sa sœur aînée Anna. Elle grandit dans un milieu social-démocrate et commence une formation d'assistante sociale. Sa mère, Sophie Schlösinger est conseillère municipale du Parti social-démocrate d'Allemagne (SPD) et milite pour la défense des intérêts des femmes, en particulier dans le monde du travail. Elle organise la première Journée internationale de la femme à Francfort en 1911 et crée, après la Première guerre mondiale, le département des employées au bureau de l'emploi,. 
Comme sa mère, Rose Schlösinger, s'engage très tôt politiquement et socialement. Elle fait partie de la Jeunesse ouvrière socialiste (de) (SAJ), est syndiquée et sans doute membre du SPD. Après le collège, elle suit une formation d'institutrice de maternelle de 1924 à 1926 et exerce pendant trois ans avant de devenir employée communale,.
En 1929, elle est une des premières étudiantes dans la nouvelle École sociale de Francfort et, en 1931, réussit ses examens en orientation professionnelle et aide à la jeunesse avec distinction. Durant ses études, elle épouse son professeur de commerce, Friedrich Heinemann. Ils divorcent dès 1932, après la naissance de leur fille Marianne et Rose Ennenbach vit à nouveau chez sa mère,.
Son stage de fin d'études est brutalement interrompu comme conséquence de l'interdiction de travail qui frappe sa mère en 1933. La situation financière de la famille devient alors très difficile. Rose Schlösinger et sa mère déménagent à Chemnitz en 1934, où elle travaille comme dactylographe, puis secrétaire chez Wanderer Werke AG et subvient seule aux besoins de la famille.
En 1939, à Chemnitz, elle épouse son cousin Bodo Schlösinger, traducteur pour le polonais et le russe au ministère des Affaires étrangères dans le bureau d'échange avec l'Union soviétique et ils retournent à Berlin la même année et s'installent au 42 Sebastianstraße à Mitte,.
Vers 1940, le couple rejoint le groupe de résistance autour de Mildred et Arvid Harnack ainsi que Libertas et Harro Schulze-Boysen, qui sera plus tard appelé Orchestre rouge par la police secrète de l'État. Ce groupe organise des formations et des réflexions sur des questions économiques et politiques afin de préparer l'après-nazisme. Il s'engage aussi dans la résistance au nazisme, distribue des tracts, documente les crimes nazis et fait passer des informations aux alliés, notamment à l'Union soviétique avec laquelle il espère mener les négociations de paix,. 
À partir de 1941, Bodo Schlösinger est sur le Front de l'est où il est témoin des atrocités commises contre la population civile. Rose Schlösinger s'engage alors plus activement contre le régime. Elle transmet notamment des informations entre Hans Coppi, chargé des transmissions radio vers l'Union soviétique, et Arvid Harnack,,.
Après le décryptage d'un message radio en août 1943, 126 membres de l'Orchestre rouge sont arrêtés et 62 d'entre eux seront exécutés.
Rose Schlösinger est arrêtée le soir du 18 septembre 1942 dans son appartement. Elle est incarcérée d'abord à la préfecture de police d'Alexanderplatz, puis à la prison du tribunal de Charlottenburg et, à partir de mai 1943, à la Prison pour femmes de la Barnimstraße (de). Le Reichskriegsgericht la condamne à mort le 20 janvier 1943 pour espionnage. Sa demande de clémence est rejetée par Adolf Hitler le 21 juillet 1943,. 
Le 5 août 1943, elle est exécutée par guillotine dans la prison de Berlin-Plötzensee. Elle est la huitième des 13 hommes et deux femmes de l'Orchestre rouge exécutées ce jour-là, une toutes les trois minutes. Son corps, comme ceux de la plupart des femmes exécutées, est transporté à l'Institut d'anatomie et de biologie de l'Université Friedrich-Wilhelms de Berlin où l'anatomiste Hermann Stieve pratique des autopsies à des fins de recherche sur la fécondation. Elle a 36 ans et est inscrite sous le numéro 102 sur ses listes. Rose Schlösinger n'aura pas de tombe.
Bodo Schlösinger se suicide au front, le 22 février 1943, après avoir appris la condamnation à mort de sa femme.

## Hommages et distinctions
Le destin de Rose Schlösinger a inspiré la nouvelle de Rolf Hochhuth, Die Berliner Antigone, publiée en 1963. La nouvelle est précédée de la dédicace Für Marianne, la fille de Rose Schlösinger et la première épouse de Rolf Hochhuth.
En 1969, Rose Schlösinger reçoit à titre posthume l'Ordre soviétique de l'étoile rouge. 
Dans la ville natale de Rose Schlösinger, Francfort-sur-le-Main, une plaque de bronze avec son portrait est apposée à son ancienne maison à Münzenbergerstraße 4. 
Le parc du Bornheimer Hang à Francfort-Bornheim porte également le nom de Rose Schlösinger. 
Le 1er septembre 2018, deux Stopersteine sont posés en hommage à Rose et Bodo Schlösinger devant leur ancien lieu de résidence à Berlin-Mitte, Sebastianstrasse 42.